# Reichspostamt Geestemünde

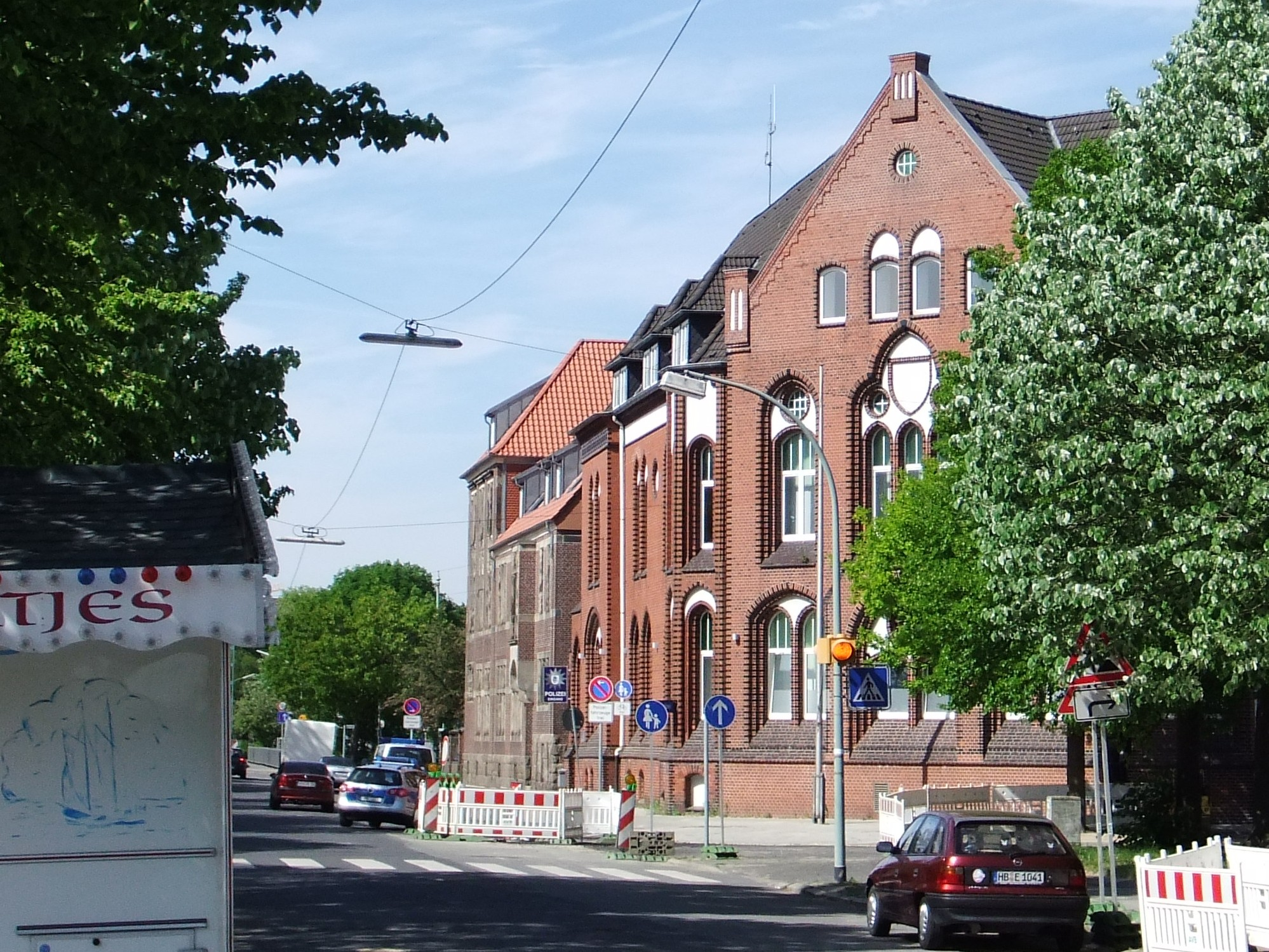

Das ehemalige Reichspostamt Geestemünde in Bremerhaven-Geestemünde, Klußmannstraße 7, wurde 1898 eröffnet.
Das Bauwerk wurde 2010  unter Bremer Denkmalschutz gestellt.

## Geschichte

Postamt um 1900

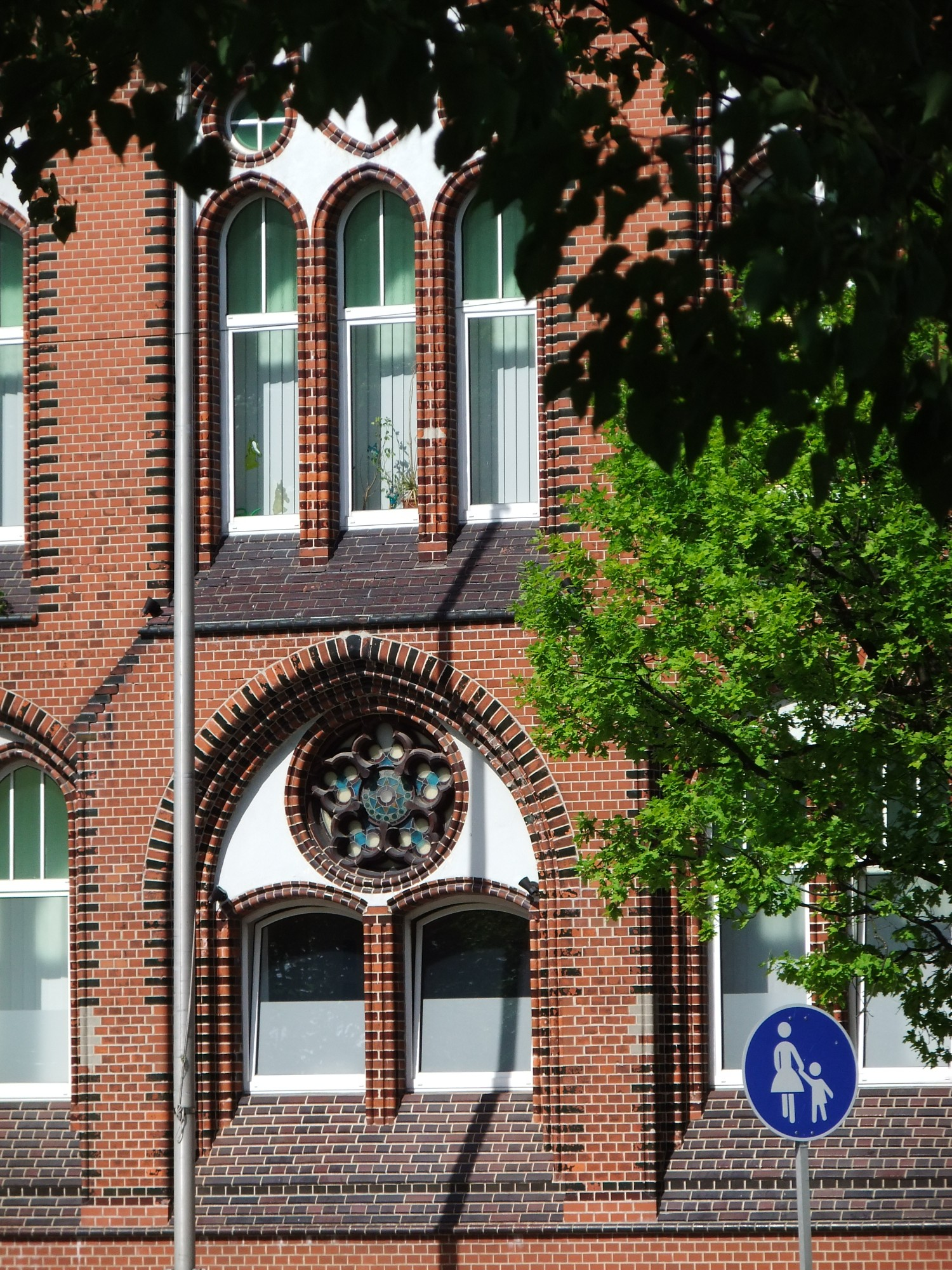

Seit der Errichtung des Bahnhofs Geestemünde von 1862 befand sich das älteste Postamt von Geestemünde an der Bahnhofstraße (heute: Klußmannstraße). Geestemünde wuchs zum Ende des 19. Jahrhunderts sehr stark und damit auch das Postwesen, so dass seit 1892 ein eigenständiger Neubau erforderlich wurde.
Neben dem 1894 fertiggestellten nicht erhaltenen Geestemünder Rathaus entstand an der damaligen Bahnhofsallee bis zum 15. April 1899 für 40 Beamte das neue, repräsentative Kaiserliche Postamt mit der Telegraphenbetriebstelle. 1898 gab es in Geestemünde 119 Telefonanschlüsse. Die Reichspost baute bis 1902 auch Räume für Angestellte des Fuhrwerkbesitzers Geswein, der die Posthalterei betrieb. Bis zum Ersten Weltkrieg stieg die Belegschaft der Post auf 100 Beamte an.
Der Entwurf für das zweigeschossige, rotsteinsichtige Gebäude mit seinem reichhaltig geschmückten Giebel aus der Zeit des Historismus stammte im Auftrag der Oberpostdirektion Bremen vom Postbaurat Schäffer. Der Architekt Zöllner war für die Ausführung zuständig.
Mit dem Neubau des Hauptbahnhofs Geestemünde-Bremerhaven an der heutigen Friedrich-Ebert-Straße errichtete die Reichspost dort gleichzeitig ein kleines Gebäude als sogenannte Durchgangspackkammer, da Bahn und Post damals eng zusammenwirken mussten.
Ein Erweiterungsbau des Nebengebäudes erfolgte 1925. Die Garagenanlagen kamen 1939 hinzu.
1933 wurde dann das neue Reichspostamt Geestemünde direkt neben dem neuen Hauptbahnhof eröffnet. Das alte Gebäude kaufte die Stadt Wesermünde, es wurde neben dem Rathaus als Dienstgebäude durch die Verwaltungen der Kämmereikasse, der Steuerkasse, der Steuerverwaltung und der städtischen Polizei genutzt.
Heute sind hier immer noch das Polizeirevier Geestemünde und das Polizeikommissariat Süd untergebracht.